# Best of Apocalyptica
Best of Apocalyptica – pierwsza kompilacja fińskiej grupy muzycznej Apocalyptica. Wydawnictwo ukazało się 21 września 2002 roku nakładem wytwórni muzycznej Mercury Records. Płyta została wydana tylko w Japonii.

## Lista utworów
Opracowano na podstawie materiału źródłowego.
| Nr  | Tytuł utworu                | Muzyka                                                 | Długość |
| --- | --------------------------- | ------------------------------------------------------ | ------- |
| 1.  | „Driven”                    | Eicca Toppinen                                         | 03:23   |
| 2.  | „Hope”                      | Eicca Toppinen                                         | 03:25   |
| 3.  | „Enter Sandman”             | James Hetfield, Lars Ulrich, Kirk Hammett              | 03:41   |
| 4.  | „Nothing Else Matters”      | James Hetfield, Lars Ulrich                            | 03:23   |
| 5.  | „Pray!”                     | Eicca Toppinen                                         | 04:24   |
| 6.  | „Path”                      | Eicca Toppinen                                         | 03:06   |
| 7.  | „The Unforgiven”            | James Hetfield, Lars Ulrich, Kirk Hammett              | 05:23   |
| 8.  | „Refuse/Resist”             | Andreas Kisser, Igor Cavalera, Max Cavalera, Paulo Jr. | 03:13   |
| 9.  | „Kaamos”                    | Eicca Toppinen                                         | 04:46   |
| 10. | „Inquisition Symphony”      | Andreas Kisser, Igor Cavalera, Max Cavalera, Paulo Jr. | 04:56   |
| 11. | „Romance”                   | Eicca Toppinen                                         | 03:26   |
| 12. | „Harmageddon”               | Eicca Toppinen                                         | 04:56   |
| 13. | „Hall Of The Mountain King” | Edvard Grieg                                           | 03:29   |
|     |                             |                                                        | 51:31   |